# Càliga

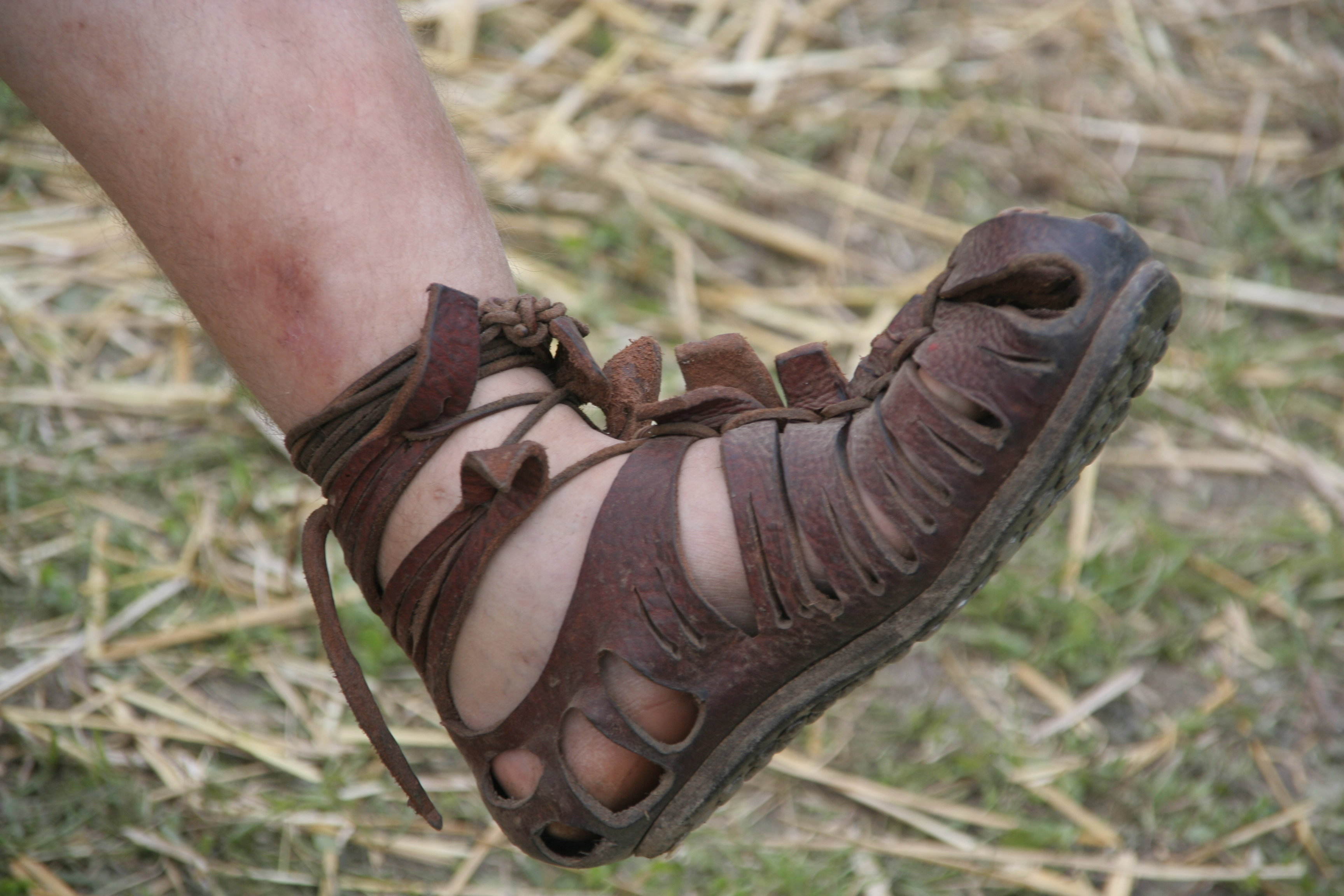
Càliga romana

Càliga (en llatí caliga) era una sandàlia forta i resistent que portaven els soldats romans.
El seu ús es va estendre als centurions però no als oficials superiors. Sovint els centurions i soldats inferiors s'anomenaven caligati, diu Suetoni. Ciceró deia de Pompeu que "no li agradava usar caligae", per indicar que sempre havia tingut poder militar. La paraula càliga va servir també per indicar que s'havia servit a l'exèrcit. Es deia de Mari que havia arribat al consolat des de la caliga, és a dir des de les files de l'exèrcit.
Aquesta sabata va donar el nom a l'emperador Calígula, quan el seu pare Germànic Cèsar li va posar aquesta mena de sabates per agradar als soldats. La diferència entre la càliga dels soldats rasos (arma) i el calceu dels oficials (abolla) era considerable. Les soles de la caliga anaven reforçades amb claus, diu Plini el Vell.
Els soldats encarregats de vigilar l'enemic (speculatores o espies) utilitzaven una càliga especial anomenada caliga speculatoria, bastant més lleugera.